# 保安警務中隊
保安警務中隊（ほあんけいむちゅうたい）とは、陸上自衛隊の各方面警務隊直轄の警務科（陸上自衛隊の職種の一種）部隊（中隊）である。中隊長は警務官たる3等陸佐をもって充てられる。

## 概要および任務
司法警察職務および保安職務（警務官#警務隊の任務参照）を主任務とするほか、特に第302保安警務中隊は防衛省・陸上幕僚監部に訪問する国賓等に対する儀仗・栄誉礼を行う。
中期防衛力整備計画 (2005)に基づき、2008年（平成20年）3月26日、5個の保安中隊は方面総監直轄部隊から防衛大臣直轄部隊の警務隊隷下に編合、保安警務中隊となった。保安中隊時代には司法警察職務任務が付与されていなかったが、この改編により同任務が付与された。指揮系統の変更により方面総監の権限で運用ができなくなったため、改編以後の方面総監部以下に対する国賓への儀仗任務は師団または方面直轄部隊の人員をもって対応している。
また、保安中隊時代には広報活動の一環としてファンシードリルを披露していたが、こちらも保安警務中隊への改編に伴い行われなくなった。

## 保安警務中隊の一覧
- 第301保安警務中隊（札幌駐屯地）北部方面警務隊
- 第302保安警務中隊（市ヶ谷駐屯地）東部方面警務隊
- 第303保安警務中隊（健軍駐屯地）西部方面警務隊
- 第304保安警務中隊（伊丹駐屯地）中部方面警務隊
- 第305保安警務中隊（仙台駐屯地）東北方面警務隊

## 保安警務中隊の沿革
- 1954年（昭和29年）9月15日：警務隊保安中隊が豊島分屯地において発足[5]。
- 1956年（昭和31年）1月25日：第301保安中隊を札幌駐屯地に新編。
- 1959年（昭和34年）2月20日：第303保安中隊を健軍駐屯地に新編。
- 1969年（昭和44年）4月1日：第304保安中隊を伊丹駐屯地に新編。
- 1972年（昭和47年）3月16日：東北方面総監部付隊保安警務隊準備室設置。後に東北方面保安警務隊、東北方面保安中隊へと改編。
- 1982年（昭和57年）3月25日：東北方面保安中隊（仙台駐屯地）を第305保安中隊に改編。
- 2008年（平成20年）
  - 3月25日：部隊廃止。

  1. 北部方面隊直轄部隊である第301保安中隊（札幌駐屯地）を廃止。
  2. 東部方面隊直轄部隊である第302保安中隊（市ヶ谷駐屯地）を廃止。
  3. 西部方面隊直轄部隊である第303保安中隊（健軍駐屯地）を廃止。
  4. 中部方面隊直轄部隊である第304保安中隊（伊丹駐屯地）を廃止。
  5. 東北方面隊直轄部隊である第305保安中隊（仙台駐屯地）を廃止[6]。

  - 3月26日：部隊新編。

  1. 北部方面警務隊直轄の第301保安警務中隊を札幌駐屯地に新編。
  2. 東部方面警務隊直轄の第302保安警務中隊を市ヶ谷駐屯地に新編。
  3. 西部方面警務隊直轄の第303保安警務中隊を伊丹駐屯地に新編。
  4. 中部方面警務隊直轄の第304保安警務中隊を伊丹駐屯地に新編。
  5. 東北方面警務隊直轄の第305保安警務中隊を仙台駐屯地に新編。

## 保安警務中隊の概要

### 第302保安警務中隊

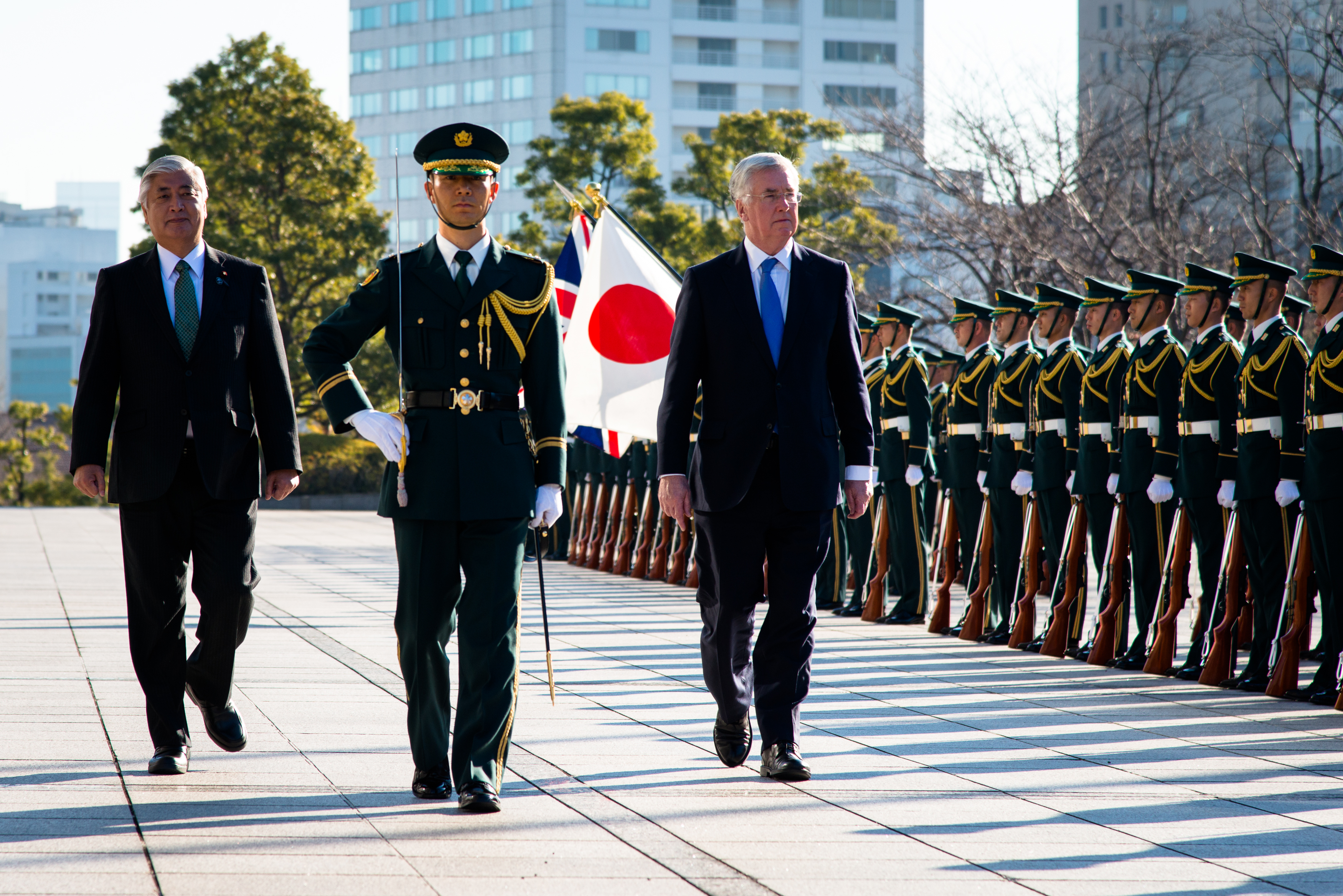
2016年、英国ファロン国防大臣に対する儀仗

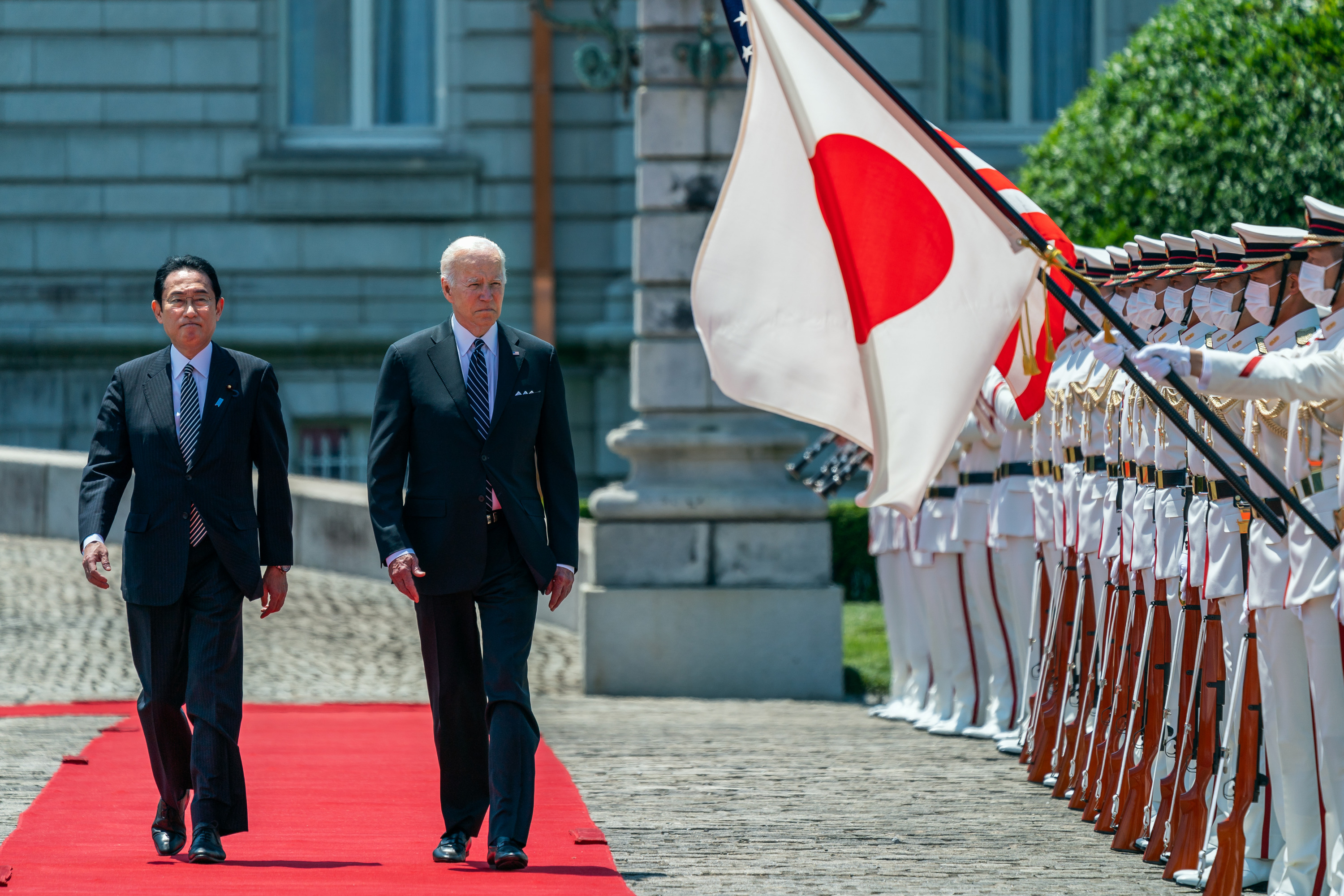
2022年、米国ジョー・バイデン大統領に対する儀仗

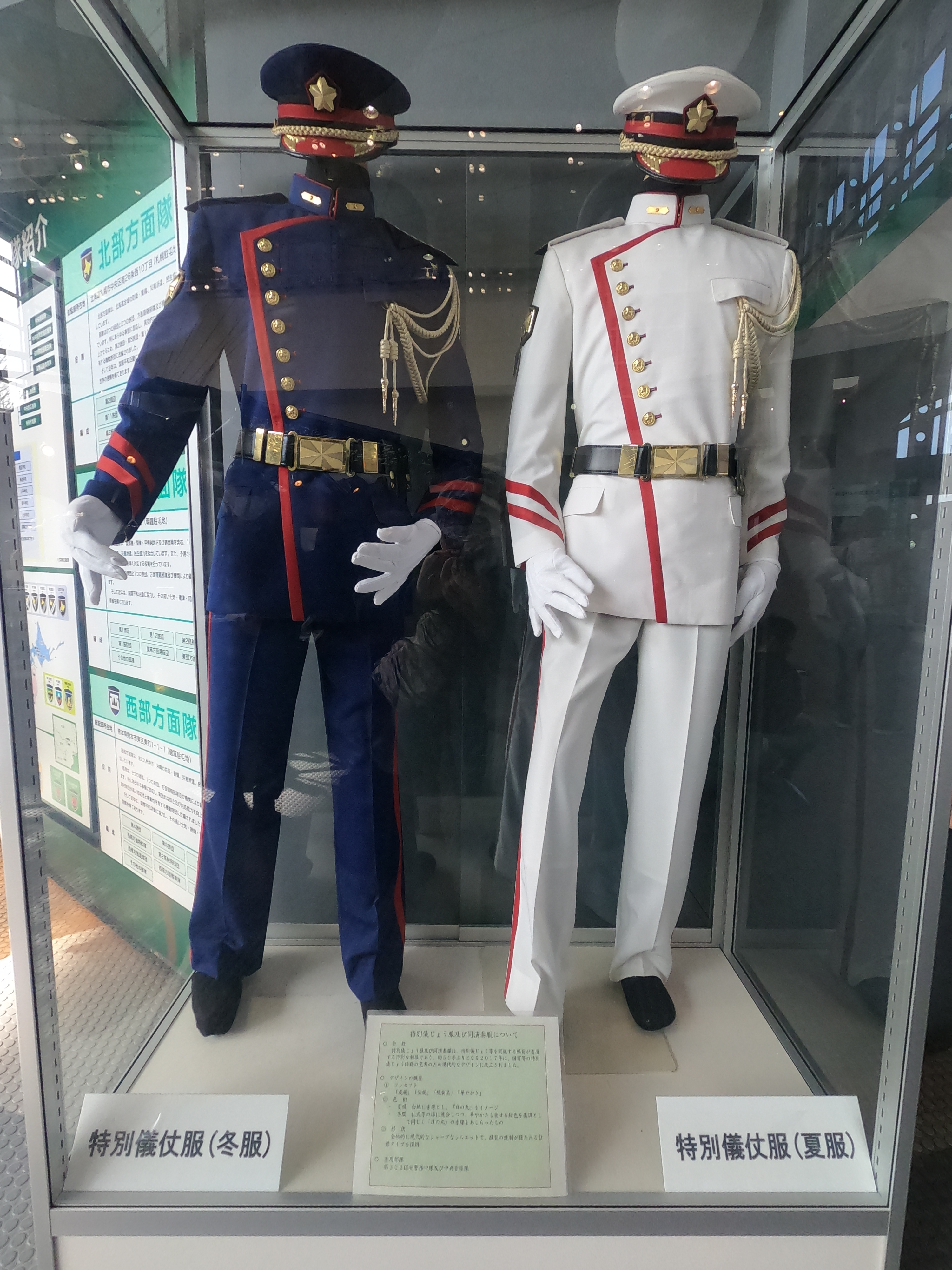
現行の特別儀じょう服装

第302保安警務中隊（だいさんまるにほあんけいむちゅうたい）は、陸上自衛隊市ヶ谷駐屯地に駐屯する東部方面警務隊直轄の警務科部隊である。外国の国賓の来日等に際しては、第302保安警務中隊から特別儀仗隊（「仗」が常用漢字に入っていないので、公文書では「特別儀じょう隊」と表記される。）が編成される。特別儀仗にあたっては、陸上自衛隊中央音楽隊が付される。隊員の選抜には基準以上の身長を有している必要がある。

#### 編成
中隊本部および3個小隊で編成され、1個小隊は3個班からなる。定員は115名であり、そのうちの101名を以て特別儀仗隊を編成する。その際は「特別儀じょう服装」を着用する。

#### 沿革
- 1954年（昭和29年）9月15日：警務隊保安中隊として豊島分屯地において発足[5]。
- 1957年（昭和32年）8月27日：閣議決定により陸上自衛隊に対し「国賓に対する栄誉礼及び儀じょう」任務が付与される。これに基づき、特別儀仗担当部隊として第302保安中隊が指定された。
- 2000年（平成12年）3月15日：防衛庁移転計画に基づき芝浦分屯地から市ヶ谷駐屯地に移駐。
- 2008年（平成20年）3月26日：東部方面隊直轄から東部方面警務隊直轄の第302保安警務中隊に改編。
- 2017年（平成29年）4月1日：特別儀じょう服装と演奏服装を52年ぶりに一新。新冬服は緑色から紺色に変更、夏服は白地に赤線を入れ、日の丸をイメージし、ともにネクタイをなくし詰め襟に変えた（コシノジュンコ監修）[7]。
- 2019年（平成31年）3月：儀仗銃がM1ライフルから国産（豊和工業製）の「新儀仗銃」に更新[8]。

#### 逸話
- 第302保安中隊による第1回目儀仗実務は1957年（昭和32年）10月1日、自衛隊記念日観閲式において、観閲官岸信介内閣総理大臣に対して、明治神宮絵画館前で行われた特別儀仗である。また、国賓に対する第1回目儀仗実務は、1957年（昭和32年）10月4日、インド国のジャワハルラール・ネルー首相に対して行われた。
- 通算儀仗実務第1000回目は、1984年（昭和59年）7月8日、中華人民共和国の張愛萍国防部長に対して、防衛庁庁舎（檜町駐屯地）で行われた。
- 通算儀仗実務第1500回目は、1996年（平成8年）2月29日、スウェーデン王国のターゲ・ペッテション国防大臣に対して、防衛庁庁舎（檜町）で行われた。
- 第1回儀仗実務から50年後の2005年（平成17年）7月27日、通算第2000回目の儀仗実務が、小林興起衆議院安全保障委員会委員長に対して、防衛庁庁舎（市ヶ谷）で行われた。
- 2008年（平成20年）3月25日、編成改組にあたり泉一成東部方面総監から第3級賞状が授与された。第302保安中隊としての通算儀仗実務回数は2157回であった。
- 2015年（平成27年）3月2日、防衛省でスウェーデン国防軍最高司令官スベルケル・ヨーランソン陸軍大将に対する栄誉礼を行い、儀仗通算2500回を達成した。第1回から57年5ヶ月、20971日で偉業を成し遂げた[9]。同年7月14日、中谷元防衛大臣から第1級賞状が授与された。302保警中隊が1級賞状を受賞するのは前身を含め5回目[10]。同年10月21日、「特別儀仗隊」を編成する中央音楽隊とともに安倍首相から内閣総理大臣特別賞状を初めて授与された[11]。
- 2017年（平成29年）4月5日、52年ぶりに一新した特別儀仗服装と演奏服装での初儀仗実務を、スペイン国王と同国王妃、天皇（現在の上皇）と皇后（現在の上皇后）に対して行う[12]。
- 2019年（平成31年）3月、62年ぶりに新たな儀仗銃が授与され、5月22日、来日したウン・エンヘンシンガポール国防相への特別儀仗で初めて使用された。自衛隊創設時より特別儀仗に使用されてきた銃（M1ライフル＝米スプリングフィールド社製）は、製造から60年以上が経過し、製造が中止され、老朽化していた。国産の新たな銃の取得が進められ、開発、製造を行ってきた豊和工業（愛知県清須市）から3月、新型の「儀じょう銃」が陸自に納入された。新儀仗銃は単発手込めのボルトアクション式で、長さが1110mm（着剣時は1360mm）、重さは3.75㎏。従来のM1ライフルより550g軽く、操作性にも優れている。なお、ウン・エンヘン シンガポール国防相への特別儀仗で儀仗回数は2867回となった[8]。
- 2019年（令和元年）7月13日、302保安警務中隊の隊員でつくる野球チーム「陸上自衛隊市ヶ谷」が全国官公庁野球連盟東京第1支部大会の決勝戦で勝利し、6年ぶり2度目となる全国大会（8月18日～22日）への出場を決めた[13]。